# رادوشوو (صربستان)
رادوشوو (به صربی: Radoševo) یک منطقهٔ مسکونی در صربستان است که در آرییه واقع شده‌است. رادوشوو ۱۶٫۸۴ کیلومتر مربع مساحت و ۲۸۶ نفر جمعیت دارد و ۷۳۹ متر بالاتر از سطح دریا واقع شده‌است.